# Чехи, словаки и евреи, 1938–48: за пределами идеализации и осуждения
Чехи, словаки и евреи, 1938-48: за пределами идеализации и осуждения (англ. Czechs, Slovaks and the Jews, 1938–48: Beyond Idealisation and Condemnation) — книга 2013 года чешского историка Яна Ланичека, в которой рассматриваются отношения между чехами, словаками и евреями от Мюнхенского соглашения до чехословацкого государственного переворота 1948 года, в результате которого к власти пришло коммунистическое правительство. В книге особое внимание уделяется чехословацкому правительству в изгнании, его отношению и действиям в отношении евреев, оказавшихся в ловушке в Чехословакии во время нацистской оккупации.
Ян Ланичек уделяет особое внимание официальному отношению к евреям в Чехословакии не только во время Второй мировой войны но и во время Второй Республики, предшествовавшей войне (1938—1939 гг.), и Третьей Республики, послевоенной (1945—1948 гг.) Это отношение было намного лучше, чем в некоторых соседних странах, однако и не таким толерантным и гуманным, как утверждалось ранее.
Книга была впервые опубликована в 2013 году на английском языке издательством Palgrave Macmillan.